# Bedenica
Bedenica  est un village et une municipalité du Comitat de Zagreb, en Croatie. Au recensement de 2001, la municipalité comptait 1 522 habitants, dont 99,61 % de Croates et le village seul comptait 535 habitants.

## Localités
La municipalité de Bedenica compte 6 localités :
| - Bedenica - Beloslavec - Bosna | - Omamno - Otrčkovec - Turkovčina |